# Friedemann Bedürftig
Friedemann Bedürftig (Breslavia, 12 dicembre 1940 – Hamburg-Rissen, 30 novembre 2010) è stato un germanista, saggista e giornalista tedesco specializzato in pubblicazioni a carattere divulgativo e storico.

## Biografia
Dopo essersi laureato in germanistica all'università di Tübingen ha lavorato in varie istituzioni culturali, riviste e quotidiani nazionali. I suoi interessi storici lo hanno portato a pubblicare diverse biografie (Otto von Bismarck e Adolf Hitler) e studi di altro tipo.
È morto di cancro.

## Opere selezionate
- Preussisches Lesebuch: Bilder, Texte, Dokumente. Unipart, Stuttgart  1981, ISBN 3-8122-8101-5.
- Lexikon Deutschland nach 1945. Carlsen, Hamburg 1986, ISBN 3-551-85030-5.
- Christentum: Geschichte und Gegenwart. Honos, Köln o.J. (2003), ISBN 3-8299-5827-7.
- Als Hitler die Atombombe baute: Lügen und Irrtümer über das „Dritte Reich“. Piper, München 2003, ISBN 3-492-04443-3.
- Die lieblichste der lieblichsten Gestalten: Ulrike von Levetzow und Goethe. Kindler, Berlin 2004, ISBN 3-463-40463-X.
- Die Leiden des jungen Wehner: dokumentiert in einer Brieffreundschaft in bewegter Zeit 1924–1926. Parthas, Berlin 2005, ISBN 3-86601-059-1.